# غرايم بالارد
غرايم بالارد (بالإنجليزية: Graeme Ballard)‏ هو منافس ألعاب قوى بريطاني، ولد في 16 يونيو 1979.